# Sean Kinney
Sean Howard Kinney, född 27 maj 1966 i Renton, är en amerikansk trumslagare. Han är känd som medlem i grungebandet Alice in Chains och har även medverkat på Jerry Cantrells soloalbum Boggy Depot.